# Die Bühne
Die Bühne (seit 1982 Bühne) ist das größte österreichische Theater- und Kulturmagazin.

## Geschichte
Die Zeitschrift erschien erstmals am 6. November 1924 als Zeitung für Theater, Literatur, Film, Mode, Kunst, Gesellschaft und Sport im Kronos-Verlag des von Imre Békessy herausgegebenen Boulevardblattes Die Stunde. Sie war modern und publikumsnahe aufgemacht, wandte sich offensiv gegen den wachsenden Antisemitismus, zeigte gerne freizügige Abbildungen leicht geschürzter Mädchen und Tänzerinnen, berichtete aber auch ausführlich über die Wiener Frauenakademie und Ausstellungen von „Frauenkunst“. Erster Chefredakteur war Hans Liebstöckl, gefolgt von Josef C. Wirth. Zum Mitarbeiterstab zählten unter anderen Fred Heller, Gretl Müller (als Leiterin der Moderedaktion), Liesl Weil und Erni Kniepert als Illustratorinnen. In der Konfrontation zwischen Adolf Loos und der Wiener Werkstätte bezog das Blatt Position für Letztere. 1926, mit der Übernahme der Kronos-Verlags AG wurde Die Bühne ein Teil des Vernay Verlages. Bis zum Anschluss Österreichs 1938 erschienen 468 Ausgaben. Unmittelbar danach erfolgte im März 1938 die „Arisierung“, Raimund Haintz wurde als neuer Chefredakteur bestellt. Während der NS-Herrschaft hieß das Blatt Wiener Bühne. Hier publizierten Autoren wie Franz Nabl und Erhard Buschbeck – 1943 wurde es kriegsbedingt eingestellt.

## Aktuelle Lage
Bis 2020 wurde das Magazin vom Wiener Bühnenverein und der VGN Medien Holding GmbH herausgegeben.
- Themen: Theater und Musiktheater, Festivals, Bildende Kunst, Film
- Erscheinungsweise: 11-mal jährlich zum Monatsende
- Druckauflage: 54.500 Exemplare[4]
- Vertrieb: Abonnement, Trafiken/Kiosk

Die Bühne berichtet regelmäßig und zum Teil exklusiv über aktuelle Produktionen der wichtigsten Theater Österreichs, darunter Wiener Staatsoper, Burgtheater, Akademietheater, Theater in der Josefstadt, Theater der Jugend, Vereinigte Bühnen Wien, Landestheater Niederösterreich, Landestheater Linz. Im Magazin finden sich Vorankündigungen, Hintergrundinformationen und Interviews sowie viele Bilder, jedoch keine Rezensionen oder Nachberichterstattung. Der Schwerpunkt der Berichterstattung liegt auf Wien, Niederösterreich und Oberösterreich, wichtige Kulturtermine und Festivals in den Bundesländern werden jedoch berücksichtigt. Das Magazin berichtet auch über die Wiener Festwochen und die Salzburger Festspiele. Seit Jänner 2008 finden zudem internationale Theater- und Opernereignisse in Form von Rezensionen Berücksichtigung. Außerdem wurde die Themenpalette um die Bereiche Jazz, Film und ein Schwerpunktthema pro Ausgabe erweitert.
Die Bühne ist im Handel erhältlich, ihre für eine Kulturzeitschrift sehr hohe Auflage wird über den Vertrieb in Kombination mit Theaterabonnements erreicht. Obwohl kostenpflichtig, kann Die Bühne dennoch als ein frühes Beispiel von Beziehungsmarketing im Kulturbereich gelten. Aufgrund der redaktionellen Qualität erfüllt sie für Österreich gleichzeitig die Funktion einer Fachzeitschrift.
2020 wurde das Magazin von Red Bull Media House von der Verlagsgruppe NEWS (VGN) übernommen. Als Chefredakteur fungiert Atha Athanasiadis. Zu den neuen Autoren des Magazins zählen der stellvertretender Chefredakteur Michael Hufnagl, Angelika Hager, Guido Tartarotti und Christoph Wagner-Trenkwitz. Die Bühne erscheint seither zehnmal im Jahr, die erste Ausgabe kam auf eine Druckauflage von 65.000 Exemplaren.